# Jules S. Hoch
Jules S. Hoch (Liechtenstein, ...) è un poliziotto liechtensteinese attuale comandante della Polizia nazionale.
Dopo che il precedente capo della polizia Adrian Hasler è stato eletto capo del governo del Principato del Liechtenstein, Hoch è stato nominato capo della polizia ad interim il 28 marzo 2013. A quel tempo, Hoch era a capo del dipartimento investigativo criminale dal febbraio 1999. Il 2 luglio 2013 il governo lo ha infine nominato Capo della Polizia della Polizia Nazionale del Liechtenstein. 